# Weißbach (Thüringen)
Weißbach ist eine Gemeinde im  Saale-Holzland-Kreis und Teil der Verwaltungsgemeinschaft Hügelland/Täler in Thüringen.

## Geografie
Der Ort befindet sich im südöstlichen Saale-Holzland-Kreis und grenzt fast an den Saale-Orla-Kreis. Die Gemarkung des Ortes liegt in der Saale-Elster-Sandsteinplatte und ist von Wiesen, Feldern und Wäldern umgeben. Das Dorf liegt im Tal des Weißbaches und an seinen Hängen.

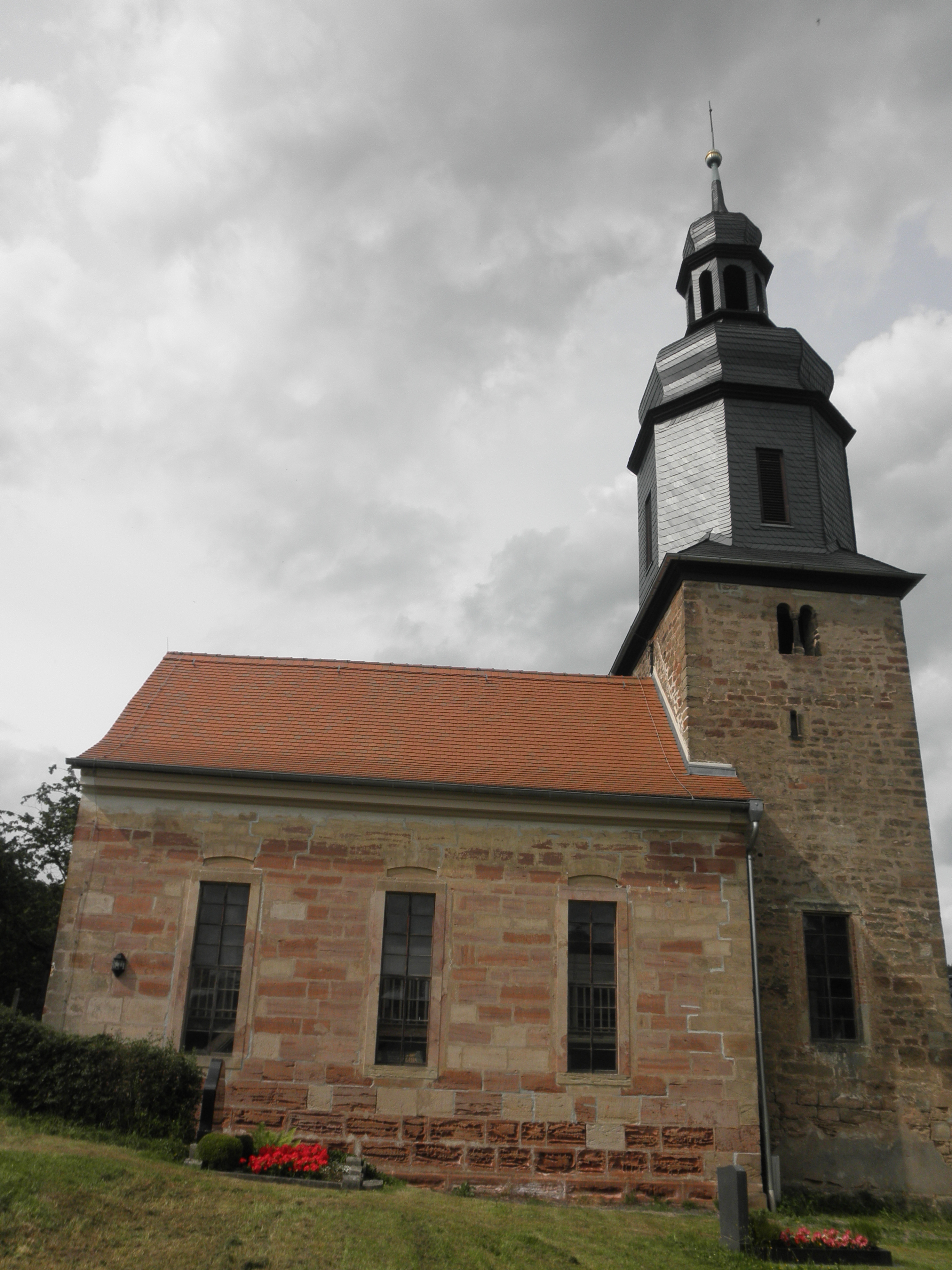
Dorfkirche Weißbach

## Geschichte
Um 1400 ist die urkundliche Ersterwähnung ermittelt worden. Der Ort war und ist von der Land- und Waldwirtschaft geprägt. Ab 1952 mussten die Bauern in Weißbach, das ab 1945 zur sowjetisch besetzten Zone und ab 1949 zur DDR gehörte, den Weg der Kollektivierung ihrer Betriebe gehen. Nach der Wende fanden sie neue Formen der Zusammenarbeit.
→ Siehe auch Dorfkirche Weißbach

## Verkehr
Die kleine Gemeinde liegt abseits der großen Verkehrsströme. Die Bundesstraße 281 verläuft etwa 10 Kilometer südlich von Weißbach. Die nächstgelegene Autobahnanschlussstelle ist Hermsdorf-Süd an der Autobahn 9.
Weißbach ist mit der Linie 427 des Verkehrsunternehmens Andreas Schröder an die Städte Hermsdorf und Stadtroda angebunden. Die nächsten Bahnhöfe sind Neustadt (Orla) (etwa 10 Kilometer entfernt an der Strecke Saalfeld–Gera) und Stadtroda (etwa 13 Kilometer entfernt an der Holzlandbahn Erfurt–Weimar–Jena–Gera).

## Persönlichkeiten
- Karl Kleinschmidt (1902–1978), Mitbegründer des Bundes religiöser Sozialisten, war von 1928 bis 1931 evangelisch-lutherischer Pfarrer des Ortes